# كاري كانو

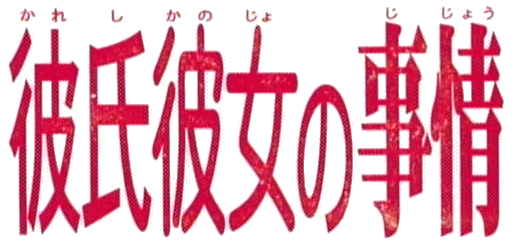
المانغا باللغة اليابانية

كاري كانو (باليابانية: 彼氏彼女の事情، بالروماجي: Kareshi Kanojo no Jijō) «اختصرت إلى (Kare Kano)»، هو مسلسل كرتوني ياباني (أنمي) ومانغا يتكون من 26 حلقة، أُخرِج من قِبل هيدياكي أنّو وأُنتج من قِبل شركة غايناكس.

## قصة المسلسل
يوكينو ميازاوا فتاة متكبرة جداً وتحب سماع مدح الناس لها. دائماً تتقن كل شيء وتحاول أن تبدو
مثالية المظهر على الدوام، ولكن حين تدخل للمدرسة الثانوية تتفاجيء بوجود سوشيرو أريما الذي يتفوّق
على شعبيتها محرزاً أعلى الدرجات في جميع الاختبارات. بالصدفة، يكتشف أريما بأن يوكينو فتاة تدّعى
المثالية ومن هذا تبدأ الأحداث التي تجعل الاثنين يقعان في حب بعض.

## روابط خارجية
- كاري كانو على موقع ANN manga (الإنجليزية)